# Ole Oberbeck
Ole Oberbeck (* 28. November 1970) ist ein deutscher Fußballtorhüter. Oberbeck kam 31-jährig zu einem Profieinsatz für den VfB Lübeck in der 2. Fußball-Bundesliga. Hauptberuflich ist er Physiotherapeut und Heilpraktiker.

## Karriere
Oberbeck spielte seine komplette Jugendzeit beim VfB Lübeck und wechselte nach zwei Jahren in der ersten Mannschaft des Vereins 1991 zum VfL Bad Schwartau. Nach den weiteren Stationen 1. FC Phönix Lübeck, FC Schönberg 95 und Eichholzer SV kehrte er in die Amateurabteilung des VfB Lübeck zurück. Als am 9. Spieltag der Saison 2002/03 der Stammtorhüter der Profis, Maik Wilde, für das Zweitligaspiel gegen den MSV Duisburg verletzt ausfiel, nahm Oberbeck auf der Ersatzbank Platz. 
Während des Spiels kam es kurz vor der Halbzeitpause zu einem Zusammenprall zwischen dem Duisburger Kapitän Carsten Wolters und dem Lübecker Torhüter Tim Cassel, der in diesem Spiel zu seinem ersten Profieinsatz kam. Cassel erlitt dabei einen Schienbeinbruch und Oberbeck wurde somit kurz vor der Halbzeit beim Stande von 0:1 eingewechselt. Dem VfB Lübeck gelang in der zweiten Halbzeit noch der Ausgleich durch Daniel Bärwolf und das Spiel endete 1:1. Nach der Partie wurde Oberbeck von seinem Arbeitgeber zeitweise freigestellt, er erhielt einen Kontrakt als Vertragsamateur und war für den Rest der Hinrunde Ersatztorhüter der Lübecker Profimannschaft. Zur Winterpause verpflichtete der VfB Lübeck den Torhüter Carsten Wehlmann und Oberbeck kehrte in die Verbandsligamannschaft zurück. 
2003 verließ Oberbeck den VfB und wechselte in die Kreisklasse zum SV Grün-Weiß Siebenbäumen. In der Saison 2007/08 spielt er mit dem Verein in der Bezirksoberliga. 2008 wechselte er zurück in die 2. Mannschaft des VfB Lübeck. Zudem fungiert er beim VfB als Torwarttrainer und dritter Torhüter der Profimannschaft.